# Perro lobo de Kunmíng
El perro lobo de Kunmíng (en chino, 昆明狼狗; pinyin, Kūnmíng lánggǒu), también conocido comúnmente como el perro Kunmíng (en chino, 昆明犬; pinyin, Kūnmíng quǎn) es una raza reconocida de perro lobo originaria de China. Han sido entrenados como perros ayudantes militares para realizar una variedad de tareas como la detección de minas. Algunos también están entrenados para ser perros bomberos y perros de rescate. Hoy en día son comúnmente mantenidos como compañeros de la familia por muchos dueños de mascotas en China.

## Apariencia
Los perros lobo de Kunmíng son por lo general perros de tamaño mediano que caen bajo la categoría de tipo spitz. Su altura es de 64-68 cm (25-27 pulgadas) y su peso es de 30-38 kg (66-84 libras). La cabeza y el cuerpo de los perros lobo de Kunmíng son similares en apariencia al pastor alemán, excepto que son más altos en la espalda. Tienen pelaje estacional que se convierte en un pelaje de doble capa durante el final del otoño y principios del invierno, pero que luego mudarán a un pelaje más corto durante el final de la primavera. La cola es larga como sus primos pastores alemanes. Ocasionalmente, los perros lobo de Kunmíng levantan sus colas rizadas cuando están excitados, pero a menudo las llevan a cuestas detrás de la espalda como lo hacen sus antepasados lobos. Los pelajes están marcados con un lomo y un hocico negros, con otros colores que van desde un pajizo claro hasta el óxido profundo.

### Temperamento
Los perros lobo de Kunmíng comparten características de comportamiento similares a las de sus antepasados pastores alemanes. Son extremadamente inteligentes, normalmente seguros de sí mismos y se caracterizan por su curiosidad y voluntad de aprender, lo que les permite sobresalir en el entrenamiento de tareas. Sin embargo, también son muy activos y requieren muchas actividades como caminatas largas al día para mantenerlos ocupados. Al igual que los pastores alemanes, los perros lobo de Kunmíng son adecuados para tener alrededor de los niños cuando están debidamente entrenados y supervisados.

## Historia de la raza
La mayoría de las razas exactas utilizadas en el grupo genético de los perros lobo de Kunmíng son ambiguas debido a la falta de pedigríes adecuados y al hecho de que la mayoría de ellos eran cruces, aunque se sabe que el pastor alemán y algunos cruces de perros lobo juegan un papel importante en el origen de la raza. El perro lobo de Kunmíng fue creado a principios de la década de 1950 para satisfacer la necesidad de perros militares en Yunnan. Un grupo de diez perros tipo pastor mezclados con razas desconocidas fueron traídos a Kunmíng desde un programa de entrenamiento militar K9 en Pekín en 1953. Estos diez perros eran insuficientes para satisfacer la demanda, por lo que se reclutaron cincuenta perros domésticos apropiados de Kunmíng, así como cuarenta perros similares de la ciudad de Guiyang, provincia de Guizhou (igual que los diez primeros, las razas exactas de estos perros son desconocidas aparte de que eran cruces). Después del entrenamiento, se seleccionaron los mejores veinte de estos noventa perros. Diez perros lobo criados en Pekín, veinte "perros civiles" y otros diez "perros pastores" procedentes de Alemania Oriental fueron incorporados al grupo desde el que se desarrolló el perro Kunmíng. La Oficina de Seguridad Pública de China reconoció oficialmente al perro Kunmíng como raza en 1988. Los perros Kunmíng son utilizados por el ejército y la policía chinos, y también han comenzado a utilizarlos como perros guardianes civiles.